# Добыча ветра
«Добыча ветра» (фр. La proie du vent) — французский чёрно-белый немой фильм Рене Клера 1927 года. Дата выхода во Франции — 13 мая 1927 года.

## Сюжет
Сценарий фильма был написан на основе приключенческого романа Арманда Мерсье «Экстраординарное приключение Пьера Виньяля».
Во время шторма пилот приземляется на территории замка, чтобы похитить молодую женщину.

## Художественные особенности
«… В кинематографических кругах шутливо говорили, что фильм „Добыча ветра“ скорее творческая неудача, чем провал…»

## В ролях
- Шарль Ванель — Пьер Виньял
- Сандра Милованофф — сумасшедшая
- Жан Мюра — муж
- Лиллиан Холл-Дэвис — хозяйка дома
- Джим Жеральд — доктор